# Solfly
Solfly (Panemeria tenebrata) är en fjärilsart som beskrevs av Giovanni Antonio Scopoli 1763. Solfly ingår i släktet Panemeria och familjen nattflyn. Enligt den finländska rödlistan är arten sårbar i Finland. Enligt den svenska rödlistan är arten nationellt utdöd i Sverige. . Arten har tidigare förekommit i Götaland men är numera lokalt utdöd. Artens livsmiljö är torra gräsmarker. Inga underarter finns listade i Catalogue of Life.

## Bildgalleri

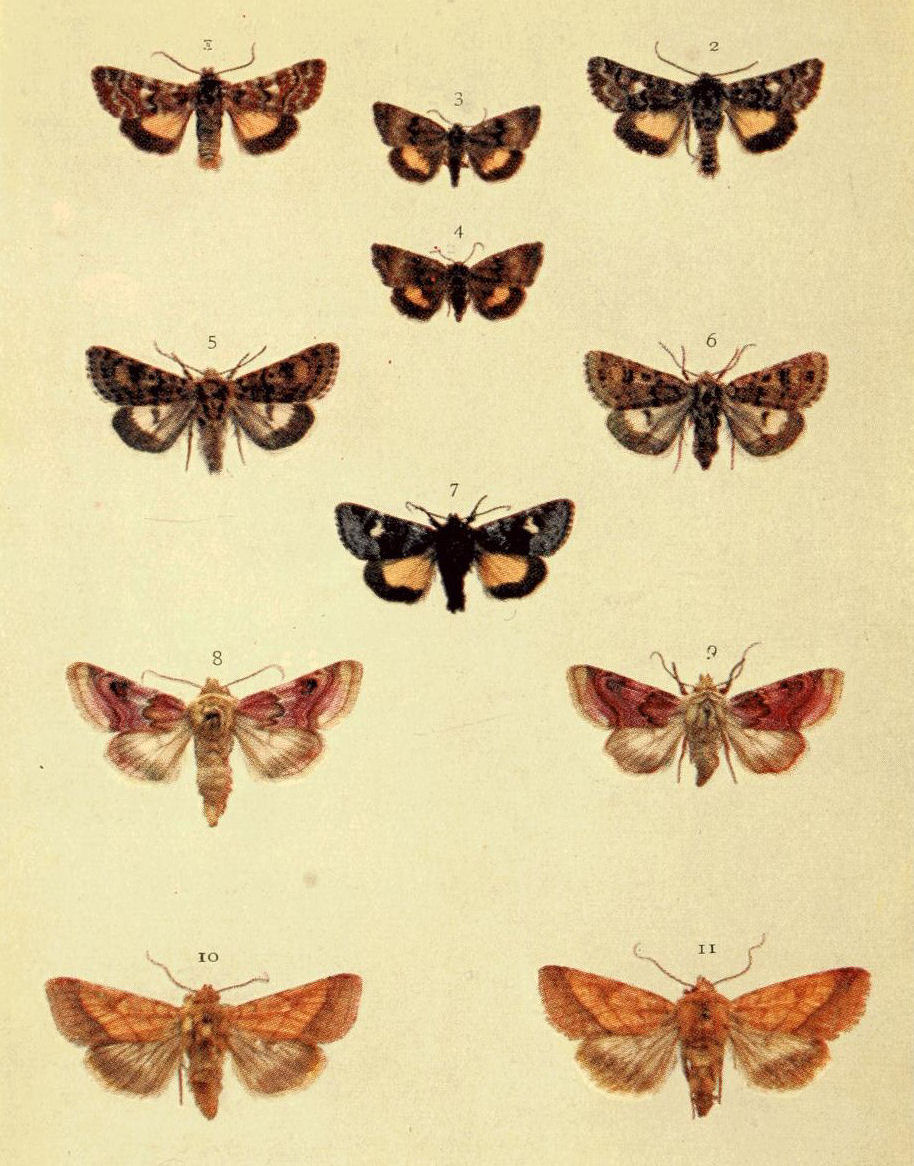
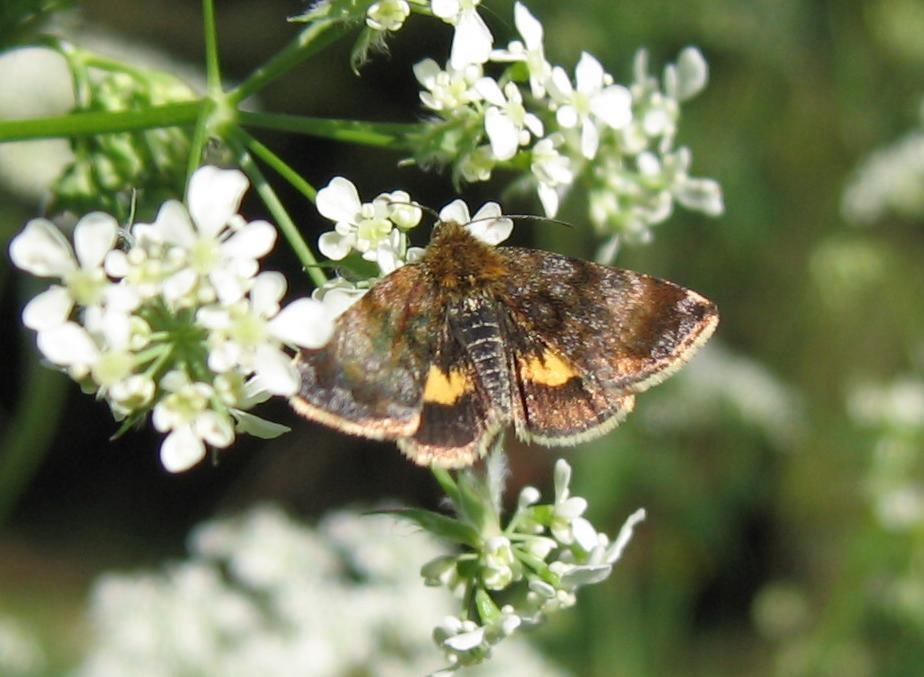